# Dieter Richter
Pour les articles homonymes, voir Richter.
Dieter Richter (né le 24 décembre 1938 à Hof-sur-Saale, Bavière) est un universitaire et auteur allemand.

## Biographie
Richter étudie l'allemand, la philologie classique et la théologie à l'Université de Munich et à l'Université de Göttingen, où il obtient son doctorat auprès de Hans Neumann (de) et est assistant.
En 1972, il est nommé professeur d'histoire littéraire critique et de méthodologie littéraire à l'Université de Brême. L'objectif initial de son travail scientifique est la philologie allemande du Moyen Âge (en particulier la littérature sacrée). Dans le cadre du rétablissement de l'Université de Brême, il s'occupe des problèmes de réforme universitaire et d'une redéfinition critique des études allemandes, de ses domaines et de ses méthodes. En conséquence, les genres textuels (principalement la littérature enfantine et populaire) qui ne reçoivent jusqu'à présent que peu d'attention académique mais qui sont socialement influents deviennent intéressants. Des ouvrages sur la recherche sur les contes de fées et sur l'histoire de l'enfance sont créés. Depuis les années 1990 et dans le cadre de diverses chaires invitées dans des universités italiennes et de collaborations dans des instituts de recherche du sud de l'Italie, Richter a de plus en plus traité des thèmes du Grand Tour, de l'histoire des relations germano-italiennes et des études régionales du sud de l'Italie, en particulier la région de Naples. Le point de départ méthodologique de ses travaux les plus récents est une conception intégrative de l'histoire culturelle, dans laquelle se confondent des approches issues de l'histoire littéraire et de l'art, de l'ethnologie et de la recherche historique matérielle.
En plus de son travail d'auteur et de traducteur (notamment les contes de fées napolitains de Giambattista Basile) Richter est également connu comme commissaire de diverses expositions culturelles et historiques en Allemagne et en Italie. Il est également l'un des membres fondateurs du groupe Der Rote Elefant (de).
Richter est retraité et indépendant depuis 2004. Il est marié et a deux enfants, vit à Brême et est citoyen d'honneur de la ville d'Amalfi.
Le 2 juin 2008, il reçoit l'Ordre du mérite de la République italienne. Pour son livre Der Süden. Geschichte einer Himmelsrichtung, il reçoit la deuxième place du Prix NDR Kultur de la non-fiction (de) 2009.

## Publications (sélection)
monographies
- Die deutsche Überlieferung der Predigten Bertholds von Regensburg. Untersuchungen zur geistlichen Literatur des Spätmittelalters. München (C.H.Beck) 1969.
- Märchen, Phantasie und soziales Lernen. Berlin (Basis) 1974 (zus. mit Johannes Merkel).
- Schlaraffenland. Geschichte einer populären Phantasie. Köln (Diederichs) 1984,  (ISBN 3-424-00789-7). Frankfurt (S.Fischer) 1995.
- Das fremde Kind. Zur Entstehung der Kindheitsbilder des bürgerlichen Zeitalters. Frankfurt (S.Fischer) 1987.
- La luce azzurra. Saggi sulla fiaba. Milano (Mondadori) 1995.
- Pinocchio oder Vom Roman der Kindheit. Frankfurt (S. Fischer) 1995. U.d.T. Carlo Collodi und sein Pinocchio, Berlin (Wagenbach) 2004.
- Il mito della Grotta Azzurra. La nascita di un luogo romantico tra folklore, letteratura e viaggio. Napoli (Electa) 1995.
- Il giardino della memoria. Il Cimitero acattolico di Capri. Capri (La Conchiglia) 1996.
- Napoli cosmopolita. Viaggiatori e comunità straniere nell´Ottocento. Napoli (Electa) 2002.
- Jean Paul und Italien. Joditz (Jean-Paul-Edition) 2002.
- Neapel – Biographie einer Stadt. Berlin (Wagenbach) 2005.
- Der Vesuv. Geschichte eines Berges. Berlin (Wagenbach) 2007.
- Der Süden. Geschichte einer Himmelsrichtung. Berlin (Wagenbach) 2009.
- Von Hof nach Rom. Johann Christian Reinhart. Ein deutscher Maler in Italien. Eine Biographie. Berlin (Transit Verlag) 2010,  (ISBN 978-3-88747-245-0).
- Goethe in Neapel. Berlin (Wagenbach) 2012.
- Jean Paul. Eine Reise-Biographie. Berlin (Transit Verlag) 2012,  (ISBN 978-3-88747-280-1).
- Das Meer. Geschichte der ältesten Landschaft. Berlin (Wagenbach), 2014,  (ISBN 978-3-8031-3648-0).
- Die Insel Capri. Ein Portrait. Berlin (Wagenbach), 2018,  (ISBN 978-3-8031-2795-2).
- Fontane in Italien. Berlin (Wagenbach), 2019,  (ISBN 978-3-8031-1348-1).
- Visioni del Sud. Scritti interculturali 1988-2018. Amalfi (CCSA) 2019  (ISBN 978-88-88283-62-3)
- Con gusto. Die kulinarische Geschichte der Italiensehnsucht. Berlin (Wagenbach), 2021.  (ISBN 978-3-8031-1362-7).

rédactions
- Nicht heimlich und nicht kühl. Entgegnungen an Dienst- und andere Herren. Berlin (Ästhetik und Kommunikation) 1977 (zus. mit Heiner Boehncke (de)).
- Fremdenverkehr und lokale Kultur. Kulturanthropologische Untersuchungen an der Küste von Amalfi. Bremen (KEA) 1999.
- La scoperta del Sud. Il Meridione, l´Italia, l´Europa. Geneve (Slatkin) 1994.
- Bremen und Italien. Zur Geschichte einer Beziehung. Bremen (Temmen) 1994 (zus. mit Christian Marzahn).
- Voyage. Jahrbuch für Reise- & Tourismusforschung (de). Berlin 2001–2009 (zus. mit Hasso Spode (de).
- Vorbild Herculaneum. Römisches Bayern und Antikenrezeption im Norden. München 2006 (zus. mit Ludwig Wamser (de)).

éditions et anthologies
- Berthold von Regensburg: Deutsche Predigten. München (Fink) 1968.
- Das politische Kinderbuch. Eine aktuelle historische Dokumentation. Darmstadt (Luchterhand) 1973.
- Carl Dantz: Peter Stoll. Ein Kinderleben von ihm selbst erzählt [1925]. München (Weismann) 1978 (zus. mit Johannes Merkel).
- Wilhelm Lamszus: Das Menschenschlachthaus. Bilder vom kommenden Krieg [1912]. München (Weismann) 1980.
- Kindheit im Gedicht. Deutsche Verse aus acht Jahrhunderten. Frankfurt (S.Fischer) 1992.
- August Kopisch: Entdeckung der Blauen Grotte auf der Insel Capri [1838]. Berlin (Wagenbach) 1997. 2009.
- Neapel. Eine literarische Einladung. Berlin (Wagenbach) 1998. 2008.
- Briganten am Wege. Deutsche Reisende und das Abenteuer Italien. Frankfurt (Insel) 2002.
- Pompeji und Herculaneum. Ein Reisebegleiter. Frankfurt (Insel) 2005.
- Stefan Andres: Terrassen im Licht. Italienische Erzählungen. Göttingen (Wallstein) 2009.